# Bellevaux
Bellevaux är en kommun i departementet Haute-Savoie i regionen Auvergne-Rhône-Alpes i sydöstra Frankrike. Kommunen ligger i kantonen Thonon-les-Bains-Est som tillhör arrondissementet Thonon-les-Bains. År 2022 hade Bellevaux 1 392 invånare.

## Befolkningsutveckling
Antalet invånare i kommunen Bellevaux
| Referens: INSEE |